# Tártaros da China
Os Tártaros da China (chinês tradicional: 塔塔爾族, chinês simplificado: 塔塔尔族, pinyin: Tǎtǎěrzú; língua tártara: Кытай татарлары) formam um dos povos asiáticos oficialmente reconhecidos pela República Popular da China. Seus ancestrais são os Tártaros do Volga, mercadores que se estabeleceram em Xinjiang.
São cerca de 5.000 (dados de 2000) os Tártaros Chineses, os quais vivem principalmente nas cidades de Aletai, Changji, Ili Kazakh, Urumchi, Tacheng e em outros locais de Xinjiang.
Os Tártaros Chineses falam uma forma bem arcaica da língua tártara que não sofreu influência de vocabulário externo no século XX. Usam a Escrita İske imlâ que foi deixada de lado durante os anos 30 pela latinização forçada pela União Soviética. Estando geograficamente cercados por falantes de outras línguas turcomanas, os Tártaros Chineses usam parcialmente a inversão de is altas típica dos “tártaros”.